# Mistrzostwa Europy w Lekkoatletyce 1938 – bieg na 400 m mężczyzn

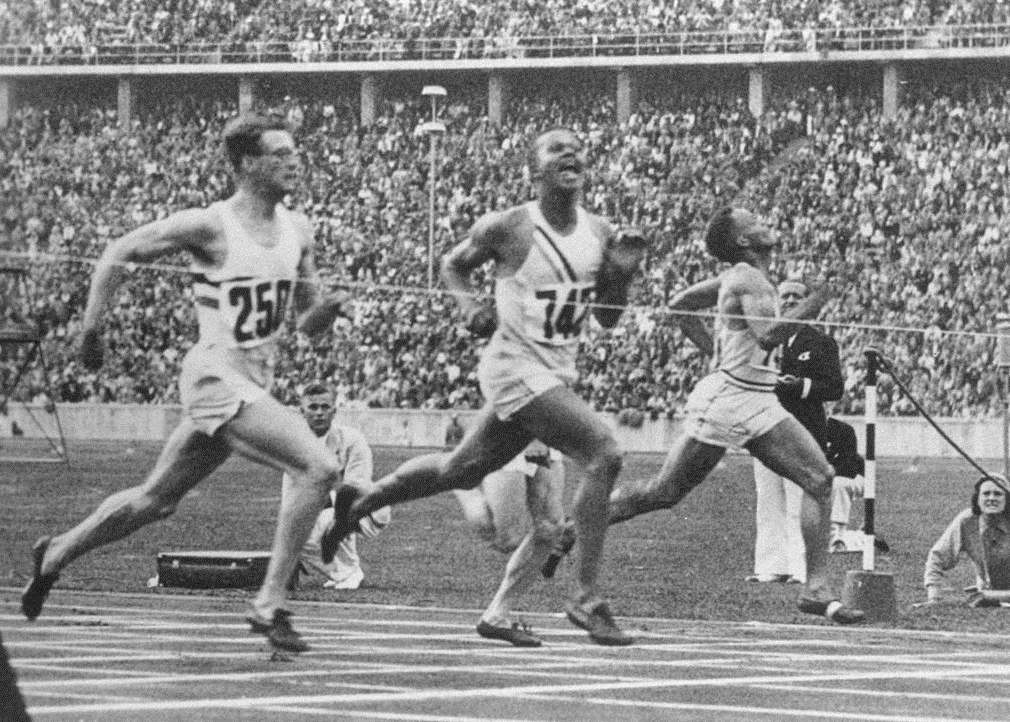
Godfrey Brown (pierwszy z lewej, 1936)

Bieg na dystansie 400 metrów mężczyzn był jedną z konkurencji rozgrywanych podczas II Mistrzostw Europy w Paryżu. Biegi eliminacyjne i półfinałowe oraz bieg finałowy zostały rozegrane 3 września 1938 roku. Zwycięzcą tej konkurencji został wicemistrz olimpijski na tym dystansie z Berlina, Brytyjczyk Godfrey Brown. W rywalizacji wzięło udział siedemnastu zawodników z trzynastu reprezentacji.

## Rekordy
| Rekord świata     | Archie Williams (USA) | 46,1 | Berlin, III Rzesza | 19.06.1936 |
| Rekord Europy     | Godfrey Brown (GBR)   | 46,7 | Berlin, III Rzesza | 07.08.1936 |
| Rekord mistrzostw | Adolf Metzner (GER)   | 47,9 | Turyn, Włochy      | 08.09.1934 |

## Wyniki

### Eliminacje
Bieg 1
| Miejsce | Zawodnik               | Czas | Uwagi |
| ------- | ---------------------- | ---- | ----- |
| 1       | Godfrey Brown          | 48,4 | Q     |
| 2       | János Görkói           | 49,2 | Q     |
| 3       | Carl-Henrik Gustafsson | 49,8 |       |
| 4       | Ottavio Missoni        | 50,3 |       |
| 5       | Georges Meyer          | 50,3 |       |
| 6       | Abdyl Këllezi          | 55,0 |       |

Bieg 2
| Miejsce | Zawodnik               | Czas | Uwagi |
| ------- | ---------------------- | ---- | ----- |
| 1       | Erich Linnhoff         | 49,2 | Q     |
| 2       | Bertil von Wachenfeldt | 49,7 | Q     |
| 3       | Pierre Smet            | 50,4 |       |
| 4       | Jean Cerutti           | 50,6 |       |
| 5       | Feri Pleteršek         | 52,3 |       |
| -       | József Vadas           | DQ   |       |

Bieg 3
| Miejsce | Zawodnik         | Czas  | Uwagi |
| ------- | ---------------- | ----- | ----- |
| 1       | Aarne Tammisto   | 48,3  | Q     |
| 2       | Karl Baumgarten  | 48,3  | Q     |
| 3       | John Horsfall    | 49,5  |       |
| 4       | Joseph Bertolino | 49,5  |       |
| 5       | Charles Stein    | b. d. |       |

### Finał
| Place | Athlete                | Time    |
| ----- | ---------------------- | ------- |
| 1     | Godfrey Brown          | 47,4 CR |
| 2     | Karl Baumgarten        | 48,2    |
| 3     | Erich Linnhoff         | 48,8    |
| 4     | János Görkói           | 48,9    |
| 5     | Aarne Tammisto         | 49,1    |
| 6     | Bertil von Wachenfeldt | 50,0    |